# 14880 Moa
14880 Moa è un asteroide della fascia principale. Scoperto nel 1991, presenta un'orbita caratterizzata da un semiasse maggiore pari a 2,5576173 UA e da un'eccentricità di 0,0707944, inclinata di 10,90268° rispetto all'eclittica.